# 부산광역시선거관리위원회
부산광역시선거관리위원회(釜山廣域市選擧管理委員會)는 부산광역시의 선거를 담당하고 있는 선거 기관이다. 부산광역시 연제구 연제로 28에 위치하고 있다. 부산광역시선거관리위원회의 위원은 국회의원의 선거권이 있고 정당원이 아닌 자 중에서 국회에 교섭단체를 구성한 정당이 추천한 사람과 당해 지역을 관할하는 지방법원장이 추천하는 법관 2인을 포함한 3인과 교육자 또는 학식과 덕망이 있는 자 중에서 3인을 중앙선거관리위원회가 위촉하며, 위원장은 당해 선거관리위원회위원 중에서 호선한다.

## 조직

### 위원 선정
- 국회의원의 선거권이 있고 정당원이 아닌 자 중에서 국회에 교섭단체를 구성한 정당이 추천한 사람과, 당해 지역을 관할하는 지방법원장이 추천하는 법관 2인을 포함한 3인과, 교육자 또는 학식과 덕망이 있는 자 중에서 3인을 중앙선거관리위원회가 위촉하며, 위원의 임기는 6년이다.
- 위원장은 위원회의에서 호선하며 지방법원장이 위원장으로 선출되는 것이 관례이고, 상임위원은 중앙선거관리위원회에서 지명한다.

### 비상임위원(6인)

#### 사무처

##### 사무처장
- 선거과
- 지도과
- 홍보과
- 총무과

## 소속 선거관리위원회
- 중구선거관리위원회
- 서구선거관리위원회
- 동구선거관리위원회
- 영도구선거관리위원회
- 부산진구선거관리위원회
- 동래구선거관리위원회
- 남구선거관리위원회
- 북구선거관리위원회
- 해운대구선거관리위원회
- 사하구선거관리위원회
- 금정구선거관리위원회
- 강서구선거관리위원회
- 연제구선거관리위원회
- 수영구선거관리위원회
- 사상구선거관리위원회
- 기장군선거관리위원회